# Rough Hill Tarn
Der Rough Hill Tarn ist ein See im Lake District, Cumbria, England.
Der Rough Hill Tarn liegt nordwestlich von Bampton. Der See hat einen unbenannten Zufluss aber keinen erkennbaren Abfluss.